# Nuoto ai campionati mondiali di nuoto 2019 - 200 metri rana maschili
La gara di nuoto dei 200 metri rana maschili dei campionati mondiali di nuoto 2019 è stata disputata il 25 luglio e il 26 luglio presso il Nambu International Aquatics Centre di Gwangju. Vi hanno preso parte 54 atleti provenienti da 46 nazioni.

## Podio
| Posizione | Atleta         | Nazionalità |
| --------- | -------------- | ----------- |
| Oro       | Anton Čupkov   | Russia      |
| Argento   | Matthew Wilson | Australia   |
| Bronzo    | Ippei Watanabe | Giappone    |

## Programma
| Data           | Ora (UTC+9) | Turno      |
| -------------- | ----------- | ---------- |
| 25 luglio 2019 | 11:08       | Batterie   |
| 25 luglio 2019 | 20:44       | Semifinali |
| 26 luglio 2019 | 21:26       | Finale     |

## Record
Prima della manifestazione il record del mondo e il record dei campionati erano i seguenti.
| Record mondiale       | 2'06"67 | Ippei Watanabe Giappone | 29 gennaio 2017 Tokyo, Giappone   |
| Record dei campionati | 2'06"96 | Anton Čupkov Russia     | 28 luglio 2017 Budapest, Ungheria |

## Risultati

### Batterie[2]
| Pos. | Batteria | Corsia | Atleta               | Nazionalità             | Tempo   | Note             |
| ---- | -------- | ------ | -------------------- | ----------------------- | ------- | ---------------- |
| 1    | 4        | 4      | Matthew Wilson       | Australia               | 2'07"29 | Q                |
| 2    | 6        | 4      | Anton Čupkov         | Russia                  | 2'08"22 | Q                |
| 3    | 5        | 3      | Marco Koch           | Germania                | 2'08"70 | Q                |
| 4    | 4        | 2      | Erik Persson         | Svezia                  | 2'08"87 | Q                |
| 5    | 4        | 5      | Zac Stubblety-Cook   | Australia               | 2'09"05 | Q                |
| 5    | 6        | 3      | Ross Murdoch         | Gran Bretagna           | 2'09"05 | Q                |
| 7    | 5        | 2      | Arno Kamminga        | Paesi Bassi             | 2'09"39 | Q                |
| 8    | 6        | 6      | Andrew Wilson        | Stati Uniti             | 2'09"61 | Q                |
| 9    | 5        | 4      | Ippei Watanabe       | Giappone                | 2'09"68 | Q                |
| 9    | 6        | 5      | Josh Prenot          | Stati Uniti             | 2'09"68 | Q                |
| 11   | 6        | 7      | Dmitriy Balandin     | Kazakistan              | 2'09"72 | Q                |
| 12   | 4        | 3      | Qin Haiyang          | Cina                    | 2'09"86 | Q                |
| 13   | 5        | 5      | James Wilby          | Gran Bretagna           | 2'09"90 | Q                |
| 14   | 4        | 6      | Kazuki Kohinata      | Giappone                | 2'09"92 | Q                |
| 15   | 4        | 8      | Mykyta Koptyelov     | Ucraina                 | 2'09"94 | Q                |
| 16   | 6        | 0      | Anton Sveinn McKee   | Islanda                 | 2'10"32 | Q                |
| 17   | 4        | 1      | Darragh Greene       | Irlanda                 | 2'10"61 |                  |
| 18   | 5        | 8      | Giedrius Titenis     | Lituania                | 2'10"65 |                  |
| 19   | 5        | 0      | Martin Allikvee      | Estonia                 | 2'10"66 |                  |
| 20   | 5        | 7      | Andrius Šidlauskas   | Lituania                | 2'10"77 |                  |
| 21   | 5        | 6      | Luca Pizzini         | Italia                  | 2'10"88 |                  |
| 22   | 4        | 7      | Zhang Ruixuan        | Cina                    | 2'10"89 |                  |
| 23   | 6        | 1      | Maximilian Pilger    | Germania                | 2'11"35 |                  |
| 24   | 3        | 5      | Denis Petrashov      | Kirghizistan            | 2'11"65 | Record nazionale |
| 25   | 3        | 7      | Lyubomir Epitropov   | Bulgaria                | 2'11"78 | Record nazionale |
| 26   | 6        | 2      | Aleksandr Palatov    | Russia                  | 2'12"06 |                  |
| 27   | 5        | 9      | Il'ja Šymanovič      | Bielorussia             | 2'12"19 |                  |
| 28   | 3        | 4      | Valentin Bayer       | Austria                 | 2'12"27 |                  |
| 29   | 4        | 0      | Dávid Horváth        | Ungheria                | 2'12"83 |                  |
| 30   | 6        | 9      | Cho Sung-jae         | Corea del Sud           | 2'13"48 |                  |
| 31   | 4        | 9      | Berkay-Ömer Öğretir  | Turchia                 | 2'13"62 |                  |
| 32   | 3        | 2      | Alaric Basson        | Sudafrica               | 2'13"73 |                  |
| 33   | 6        | 8      | Matti Mattsson       | Finlandia               | 2'13"80 |                  |
| 34   | 3        | 1      | Tomáš Klobučník      | Slovacchia              | 2'13"97 |                  |
| 35   | 2        | 7      | Amro Al-Wir          | Giordania               | 2'14"82 | Record nazionale |
| 36   | 3        | 9      | Phạm Thanh Bào       | Vietnam                 | 2'14"90 |                  |
| 37   | 2        | 6      | Cai Bing-rong        | Taipei cinese           | 2'15"18 |                  |
| 38   | 3        | 0      | Christoph Meier      | Liechtenstein           | 2'15"48 |                  |
| 39   | 2        | 2      | Gabriel Mastromatteo | Canada                  | 2'15"61 |                  |
| 40   | 3        | 8      | Carlos Mahecha       | Colombia                | 2'15"68 |                  |
| 41   | 3        | 6      | Dawid Szwedzki       | Polonia                 | 2'15"91 |                  |
| 42   | 2        | 4      | Daniils Bobrovs      | Lettonia                | 2'17"07 |                  |
| 43   | 2        | 3      | Michael Ng           | Hong Kong               | 2'17"41 |                  |
| 44   | 2        | 9      | Adriel Sanes         | Isole Vergini Americane | 2'17"57 |                  |
| 45   | 3        | 3      | Yannick Käser        | Svizzera                | 2'17"79 |                  |
| 46   | 2        | 1      | Taichi Vakasama      | Figi                    | 2'18"23 |                  |
| 47   | 1        | 3      | Ryan Maskelyne       | Papua Nuova Guinea      | 2'18"64 |                  |
| 48   | 1        | 4      | Liam Davis           | Zimbabwe                | 2'20"33 |                  |
| 49   | 2        | 8      | Josué Dominguez      | Rep. Dominicana         | 2'23.21 |                  |
| 50   | 2        | 0      | Tasi Limtiaco        | Micronesia              | 2'23"26 |                  |
| 51   | 1        | 5      | Arnoldo Herrera      | Costa Rica              | 2'25"70 |                  |
| 52   | 1        | 6      | Shuvam Shrestha      | Nepal                   | 2'38"79 |                  |
|      | 2        | 5      | Miguel Chávez        | Messico                 | dq      |                  |
|      | 5        | 1      | Caio Pumputis        | Brasile                 | dq      |                  |

### Semifinali[3]
| Pos. | Semifinale | Corsia | Atleta             | Nazionalità   | Tempo   | Note             |
| ---- | ---------- | ------ | ------------------ | ------------- | ------- | ---------------- |
| 1    | 2          | 4      | Matthew Wilson     | Australia     | 2'06"67 | Q =              |
| 2    | 1          | 4      | Anton Čupkov       | Russia        | 2'06"83 | Q                |
| 3    | 1          | 6      | Andrew Wilson      | Stati Uniti   | 2'07"86 | Q                |
| 4    | 2          | 3      | Zac Stubblety-Cook | Australia     | 2'07"95 | Q                |
| 5    | 1          | 5      | Erik Persson       | Svezia        | 2'08"00 | Q                |
| 6    | 2          | 2      | Ippei Watanabe     | Giappone      | 2'08"04 | Q                |
| 7    | 2          | 7      | Dmitriy Balandin   | Kazakistan    | 2'08"19 | Q                |
| 8    | 2          | 5      | Marco Koch         | Germania      | 2'08"28 | Q                |
| 9    | 1          | 1      | Kazuki Kohinata    | Giappone      | 2'08"42 |                  |
| 10   | 2          | 6      | Arno Kamminga      | Paesi Bassi   | 2'08"48 | Record nazionale |
| 11   | 1          | 3      | Ross Murdoch       | Gran Bretagna | 2'08"51 |                  |
| 12   | 2          | 1      | James Wilby        | Gran Bretagna | 2'08"52 |                  |
| 13   | 1          | 2      | Josh Prenot        | Stati Uniti   | 2'08"77 |                  |
| 14   | 1          | 7      | Qin Haiyang        | Cina          | 2'09"11 |                  |
| 15   | 2          | 8      | Mykyta Koptyelov   | Ucraina       | 2'09"96 |                  |
| 16   | 1          | 8      | Anton Sveinn McKee | Islanda       | 2'10"68 |                  |

### Finale[4]
| Pos. | Corsia | Atleta             | Nazionalità | Tempo   | Note            |
| ---- | ------ | ------------------ | ----------- | ------- | --------------- |
|      | 5      | Anton Čupkov       | Russia      | 2'06"12 | Record mondiale |
|      | 4      | Matthew Wilson     | Australia   | 2'06"68 |                 |
|      | 7      | Ippei Watanabe     | Giappone    | 2'06"73 |                 |
| 4    | 6      | Zac Stubblety-Cook | Australia   | 2'07"36 |                 |
| 5    | 8      | Marco Koch         | Germania    | 2'07"60 |                 |
| 6    | 3      | Andrew Wilson      | Stati Uniti | 2'08"18 |                 |
| 7    | 1      | Dmitriy Balandin   | Kazakistan  | 2'08"25 |                 |
| 8    | 2      | Erik Persson       | Svezia      | 2'08"39 |                 |